# Shon Seung-Mo
Shon Seung-Mo (en coreano: 손승모; Jinju, 1 de julio de 1980) es un deportista surcoreano que compitió en bádminton, en la modalidad individual.
Participó en dos Juegos Olímpicos de Verano en los años 2000 y 2004, obteniendo una medalla de plata en Atenas 2004 en la prueba individual. Ganó una medalla de bronce en el Campeonato Mundial de Bádminton de 2003.

## Palmarés internacional
| Juegos Olímpicos   | Juegos Olímpicos         | Juegos Olímpicos  | Juegos Olímpicos |
| Año                | Lugar                    | Medalla           | Prueba           |
| ------------------ | ------------------------ | ----------------- | ---------------- |
| 2004               | Atenas (Grecia)          | Medalla de plata  | Individual       |
| Campeonato Mundial |                          |                   |                  |
| Año                | Lugar                    | Medalla           | Prueba           |
| 2003               | Birmingham (Reino Unido) | Medalla de bronce | Individual       |